# Pulitzer-Preis 1924
Der Pulitzer-Preis 1924 war die achte Verleihung des renommierten US-amerikanischen Literaturpreises. Es wurden Preise in neun Kategorien im Bereich Journalismus und dem Bereich Literatur, Theater und Musik vergeben.
Die Jury bestand aus 13 Personen, unter anderem dem Präsidenten der Columbia-Universität Nicholas Murray Butler und Ralph Pulitzer, Sohn des Pulitzer-Preis-Stifters und Herausgeber der New York World.

## Preisträger
| Kategorie                                     | Preisträger                                        | Begründung |
| --------------------------------------------- | -------------------------------------------------- | --- |
| Dienst an der Öffentlichkeit (Public Service) | New York World                                     | Preis verliehen für die Berichterstattung über das Convict Leasing in Florida.                                          |
| Berichterstattung (Reporting)                 | Magner White, San Diego Sun                        | Preis verliehen für die Berichterstattung über eine Sonnenfinsternis.                                                   |
| Leitartikel (Editorial Writing)               | The Boston Herald                                  | Preis verliehen für den Artikel Who Made Coolidge?.                                                                     |
| Leitartikel (Editorial Writing)               | Frank I. Cobb, New York World                      | An die Witwe von Frank I. Cobb wurde ein Sonderpreis von 1.000 US-Dollar für die Verdienste ihres Mannes ausgeschüttet. |
| Karikatur (Editorial Cartooning)              | Jay Norwood Darling, Des Moines Register & Tribune | Preis verliehen für In Good Old USA.                                                                                    |

| Kategorie                                                   | Preisträger                                                                           |
| ----------------------------------------------------------- | ------------------------------------------------------------------------------------- |
| Roman (Novel)                                               | The Able McLaughlins von Margaret Wilson                                              |
| Theater (Drama)                                             | Hell-Bent Fer Heaven von Hatcher Hughes                                               |
| Geschichte (History)                                        | The American Revolution – A Constitutional Interpretation von Charles Howard McIlwain |
| Biographie oder Autobiographie (Biography or Autobiography) | From Immigrant to Inventor von Michael Idvorsky Pupin                                 |
| Dichtung (Poetry)                                           | New Hampshire: A Poem with Notes and Grace Notes von Robert Frost                     |